# Basilica di San Giovanni (Berlino)
La basilica di San Giovanni (in tedesco: Johannes-Basilika) è la cattedrale cattolica dell'ordinariato militare in Germania. La chiesa si trova a Berlino, nel quartiere Neukölln. 
È la chiesa cattolica più grande della città, e dal 2004 è inoltre sede della comunità cattolica di lingua polacca.

## Storia
La prima pietra della basilica fu posta nel 1894. Il progetto era dell'architetto August Menken, che aveva pensato la chiesa come una basilica in stile romanico renano. La solenne inaugurazione della chiesa avvenne l'8 maggio 1897 in presenza dell'imperatore Guglielmo II e dell'imperatrice Augusta Victoria.
Il 3 dicembre 1906 papa Pio X concesse alla chiesa il titolo di Basilica minore.
La basilica rimase praticamente indenne tra le due guerre mondiali. Nella seconda guerra mondiale le campane furono fuse per scopi bellici, e negli ultimi giorni della guerra una delle torri laterali fu gravemente danneggiata, mentre subirono danni minori la torre principale e una delle navate e tutte le vetrate. Ma subito dopo la fine delle ostilità la chiesa fu in breve tempo pronta all'uso.
Il 1º febbraio 2005 la chiesa è divenuta cattedrale dell'ordinariato militare in Germania.

## Galleria d'immagini

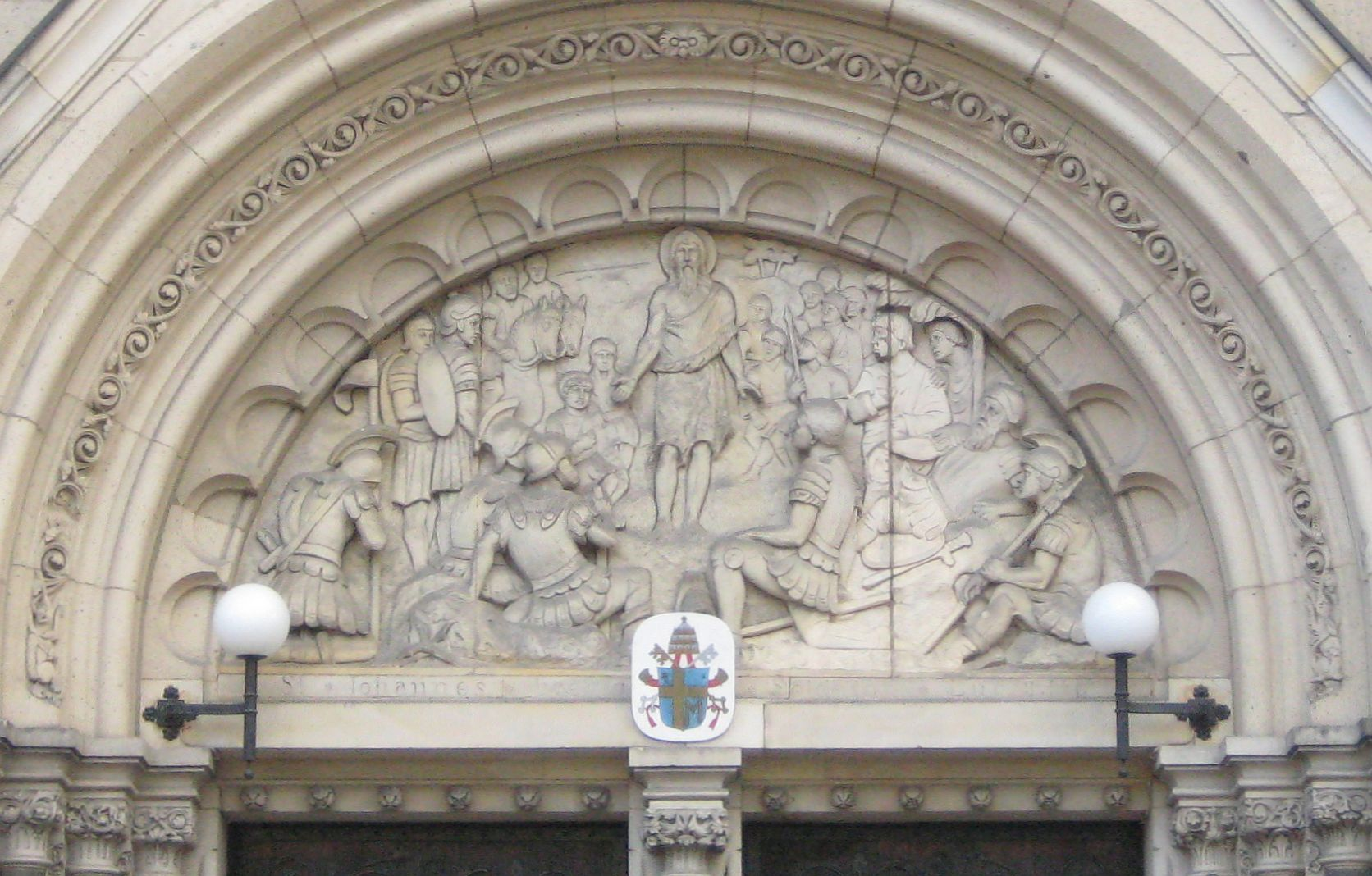
Il timpano
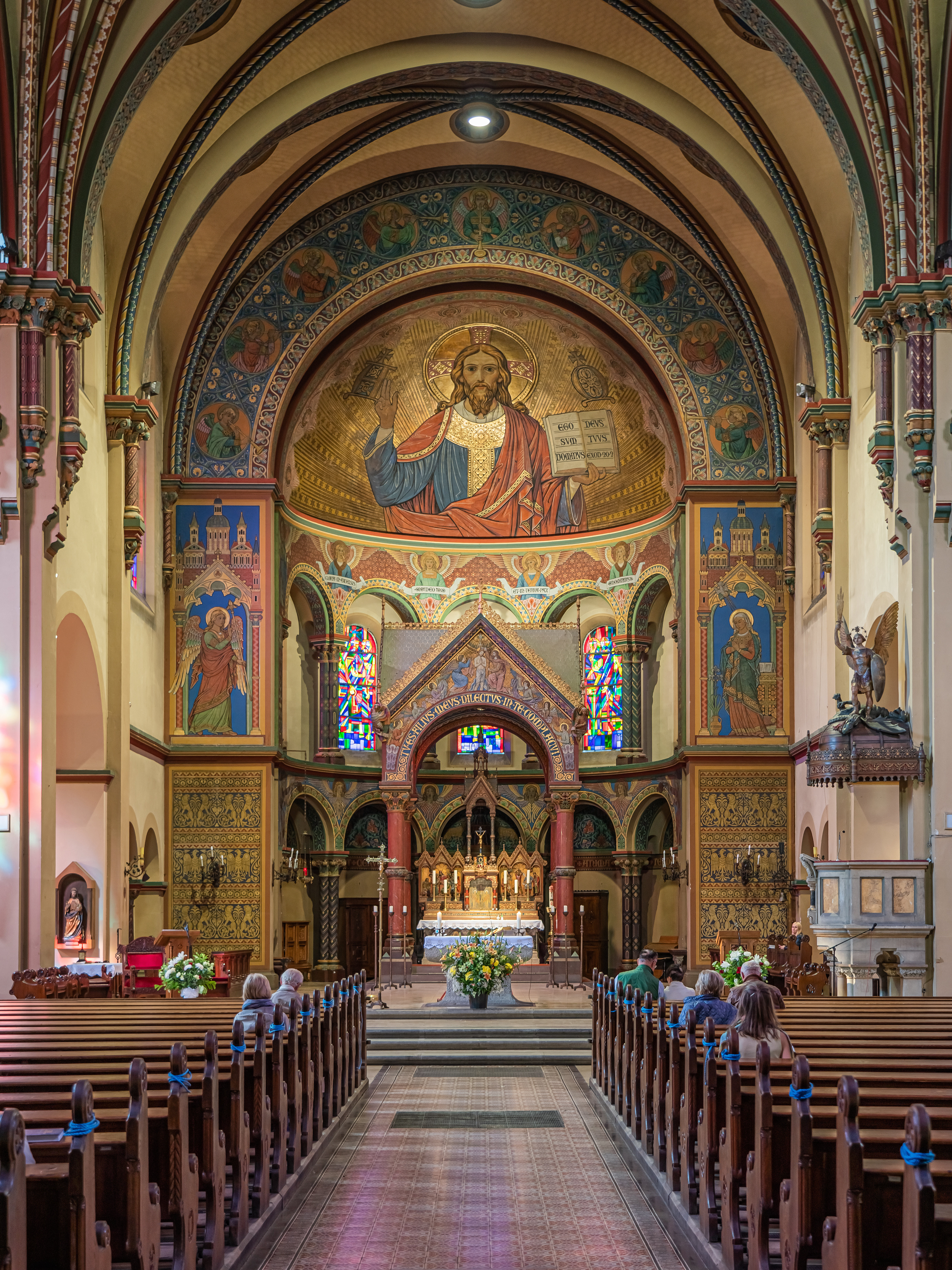
Immagine dell'abside